# 施普雷瓦尔德地区吕本
施普雷瓦尔德地区吕本（德語：Lübben (Spreewald)），通称吕本（德語：Lübben，發音：[ˈlʏbn̩] ⓘ），是德国勃兰登堡州达默-施普雷瓦尔德县的城市，也是达默-施普雷瓦尔德县的县治，面积120.85平方千米，2023年12月31日人口为13,967人。